# Estatua oferente del Faraón Pepy I

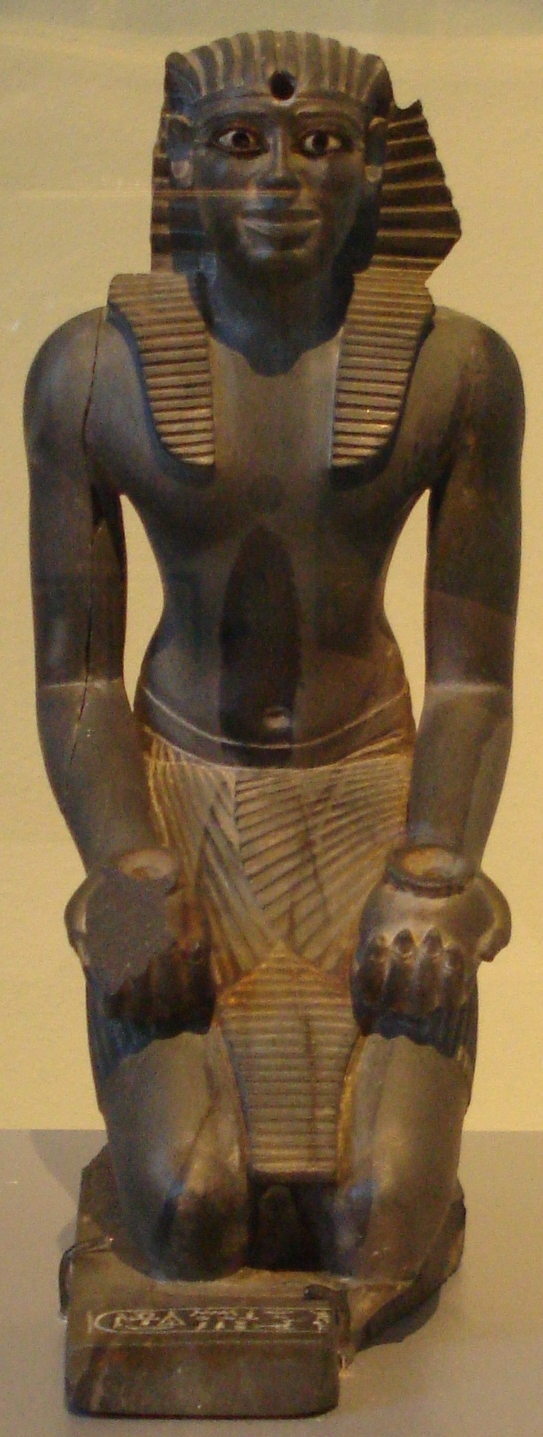
Imagen de la Estatua oferente del Faraón Pepi I en el Museo Brooklyn.

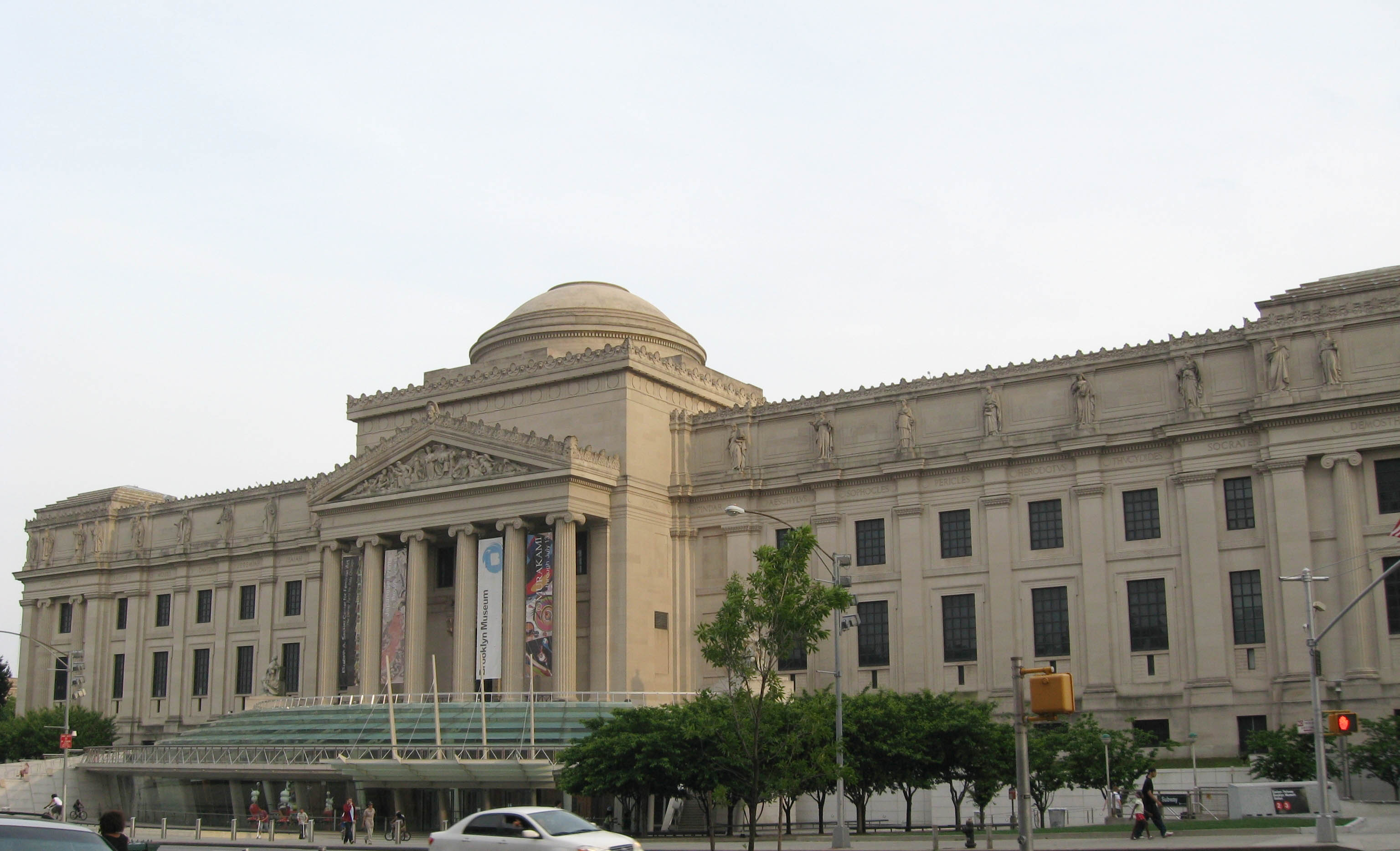
Instantánea del Museo Brooklyn de Nueva York.

La estatua oferente de Pepy I es una escultura que fue elaborada en época del Imperio Antiguo de Egipto, durante la Dinastía VI de Egipto.

## Simbología
La estatua en actitud oferente representa a Pepy I, Meryra Pepy, tercer faraón de la dinastía VI de Egipto, de c. 2310 a 2260 a. C. (von Beckerath), denominado Meryra en la Lista Real de Abidos y Pepy en la Lista Real de Saqqara. El Canon Real de Turín le atribuye un reinado de veinte años. Manetón lo llama Fiós, y le asigna 53 años de reinado, según Julio Africano.

## Características
- Estilo: arte egipcio.
- Material: alabastro, obsidiana, grauvaca, cobre.
- Dimensiones: 15.2 x 4.6 x 9 centímetros.

## Conservación
- La figura se exhibe de forma permanente en el Museo Brooklyn de Nueva York, con el número de inventario 39.121, procedente del Fondo de Charles Edwin Wilbour.